# Goldenes Tor (Kiew)

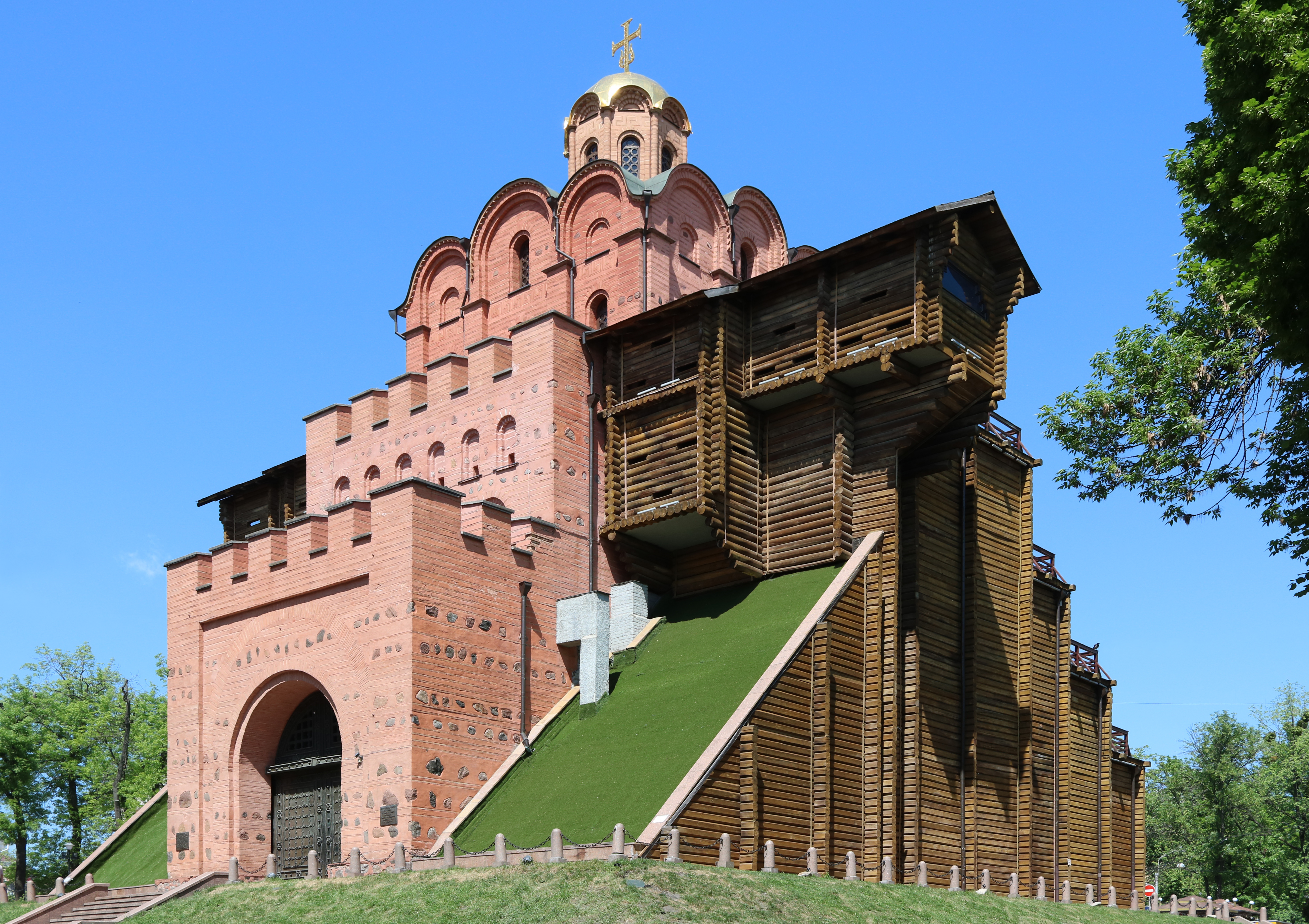
Goldenes Tor von Kiew (1024, 1982)

Das Goldene Tor von Kiew (russisch Золотые ворота Solotyje worota, ukrainisch Золоті ворота Soloti worota) ist ein historisches, befestigtes Stadttor in Kiew, der Hauptstadt der Ukraine. Ursprünglich einfach südliches Tor genannt, entstand es zur Zeit des Kiewer Großfürsten Jaroslaws des Weisen und war der Eingang zur oberen Stadt aus Richtung Süden. Das heutige Bild des Tores ist im Wesentlichen das Ergebnis der Rekonstruktion von 1982, bei der erhaltene mittelalterliche Substanz einbezogen wurde.

## Geschichte

### Entstehungszeit
In der Regierungszeit Jaroslaws wuchs die Stadt Kiew schnell. Der neu entstandene Stadtteil – die Stadt Jaroslaws – wurde mit Wällen mit einer Gesamtlänge von 3,5 Kilometern umgeben. Die Befestigungsanlagen verliefen vom Lemberger Tor am heutigen Lemberger Platz entlang des Jaroslawer Walls – die Straße erhielt ihren Namen von der Befestigung – zum Goldenen Tor und von dort weiter bis zum heutigen Unabhängigkeitsplatz, wo sich das Ljadski-Tor befand, und von dort zum heutigen Michaelplatz. Der Wall bestand aus einer mit Holz verstärkten Erdaufschüttung.
Den Namen erhielt das Goldener Tor nach dem Goldenen Tor in Konstantinopel, welches eine ähnliche Funktion als wichtigster und repräsentativer Eingang zur Stadt erfüllte. In der Geschichte der vergangenen Jahre wird der Bau des Tores zusammen mit dem Bau der Sophienkathedrale für das Jahr 1037 erwähnt:

«В год 6545 (1037) заложил Ярослав город великий, у того же града Золотые ворота; заложил и церковь святой Софии, митрополию, и затем церковь на Золотых воротах — святой Богородицы Благовещения»

„Im Jahr 6545 (1037) gründete Jaroslaw die große Stadt, in der Nähe derselben Stadt das Goldene Tor; gründete die Kirche St. Sophia, die Metropole, und dann die Kirche am Goldenen Tor – der Heiligen Mutter Gottes der Verkündigung“

Nach Auffassung von Historikern können die in der Chronik genannten Gebäude nicht innerhalb eines Jahres – 1037 – errichtet worden sein. Es wird daher davon ausgegangen, dass der Eintrag in der Chronik die Bautätigkeit für einen Zeitraum von fünfzehn bis zwanzig Jahren zusammenfasst. Auf das genaue Baujahr einzelner Gebäude kann daraus nicht geschlossen werden. Im Слово о законе и благодати (Predigt über Recht und Gnade) Hilarions von Kiew wird das Tor ebenfalls erwähnt. Aus dieser Chronik, die vor 1052, also zu Lebzeiten Jaroslaws des Weisen und damit mehr als sechzig Jahre vor der Nestorchronik entstand, kann geschlossen werden, dass das Tor im Rahmen des Baus der Stadtbefestigung der Stadt Jaroslaws zeitgleich zum Bau der Sophienkathedrale errichtet wurde. Das Tor ist damit auf das Jahr 1037 oder einen Zeitraum kurze Zeit davor zu datieren. Bei Hilarion von Kiew wird das Tor noch als Großes Tor bezeichnet. Erst nach der Vollendung der Sophienkathedrale wurde die Torkirche Mariä Verkündigung errichtet.
Nach einer polnischen Legende steht das Goldene Tor in Verbindung mit dem Schwert Szczerbiec, einem der polnischen Kronjuwelen. Demnach soll Bolesław I. mit dem Szczerbiec das Goldene Tor zerstört haben, als er 1018 Kiew angriff. Die Legende steht im Widerspruch zur ersten gesicherten Erwähnung des Tores und zum Alter des Schwertes selbst. Nadeschda Nikitenko vertritt jedoch die Auffassung, dass das Tor zusammen mit der Sophienkathedrale und den sie umgebenden Befestigungsanlagen zwischen 1011 und 1022 von Jaroslaw dem Weisen erbaut wurde. Demnach wäre das Goldene Tor 1018 erstmals in einer historischen Quelle erwähnt worden.

### Russische Zeit

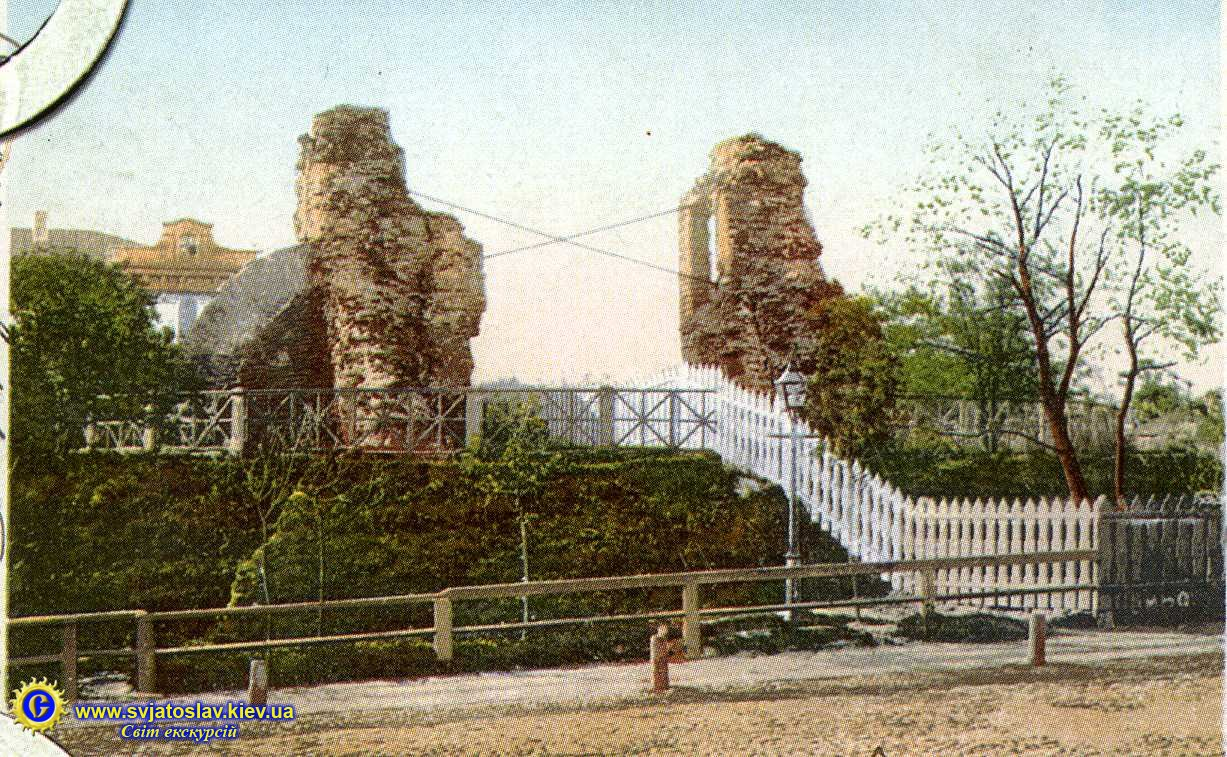
Ansicht zu Beginn des 20. Jahrhunderts

Während der Belagerung von Kiew (1240) im Jahre 1240 unter Batu Khan wurde das Tor teilweise zerstört, behielt jedoch auch danach seine Rolle als wichtigster Zugang zur Stadt. 1649 marschierte Bogdan Chmelnizki mit seinem Kosakenheer in die Stadt ein. Janusz Radziwiłł erreichte die Stadt ebenfalls durch das Tor; in Folge seines Angriffs wurde Kiew vollkommen zerstört. Der Einmarsch Radziwiłłs ist auf einer Zeichnung des niederländischen Malers Abraham van Westerfeldt festgehalten, der sich den polnischen Okkupanten angeschlossen hatte.
Mit dem Beginn des Baus der Altkiewer Festung gab es Versuche, das Tor wiederaufzubauen und in die neuen Befestigungsanlagen einzubeziehen. Das Tor verfiel jedoch immer weiter, in der Mitte des 18. Jahrhunderts galt es als zu gefährlich für den Durchgangsverkehr. Das Gewölbe und die Reste der Torkirche wurden abgetragen, der Durchlass verfüllt und in unmittelbarer Nähe ein neuer Durchgang angelegt.
Die in der Torkirche befindliche Ikone der Kasaner Gottesmutter wurde 1699 in die Dreifaltigkeitskirche der Kiewer Lawra überführt.
In Vorbereitung des Besuchs des russischen Kaisers Nikolaus I. wurden am Tor archäologische Ausgrabungen durchgeführt. Dabei wurden die zwei parallelen Mauern der Tordurchfahrt freigelegt. Nikolaus I. ordnete den Erhalt des Denkmals an und stellte staatliche Mittel für weitere Ausgrabungen zur Verfügung. Genehmigt wurden die Ausgrabungen vom Generalgouverneur Wassili Wassiljewitsch Lewaschow. Initiator der Ausgrabungen war Kondrat Andrejewitsch Lochwizkij, ein Amateurarchäologe und Beamter mit besonderen Aufgaben unter dem Generalgouverneur.
Während das Tor zugeschüttet war, hatte sich sein Zustand deutlich verschlechtert. Es konnten zwei parallele Mauern ausgegraben werden. Die Mauer auf der östlichen Seite war 25 Meter lang, die auf der westlichen 13 Meter. Im Durchgang wurden an den Wänden sieben Pilasterpaare freigelegt, zwischen den Pilastern fanden sich kleine Nischen. Dabei wurde festgestellt, dass für das Mauerwerk ähnlich wie bei der Hagia Sophia eine Mischtechnik verwendet wurde, bei der sich Schichten von Natursteinen mit Ziegelreihen abwechselten.
Die Mauern wurden mit Metallbindern befestigt, mit Stützen verstärkt, mit Mauerwerk eingefasst und mit Eisenblech abgedeckt. Diese Maßnahmen dienten zur Sicherung der Bausubstanz, konnten jedoch nur schwerlich einen Eindruck vom einstigen Aussehen des Tores vermitteln. Ein Wiederaufbau der Tores unterblieb, nicht zuletzt aufgrund des Fehlens belastbarer historischer Pläne und Abbildungen. Das Tor verblieb, von weiteren Sicherungsmaßnahmen abgesehen, für mehr als einhundert Jahre in diesem Zustand.

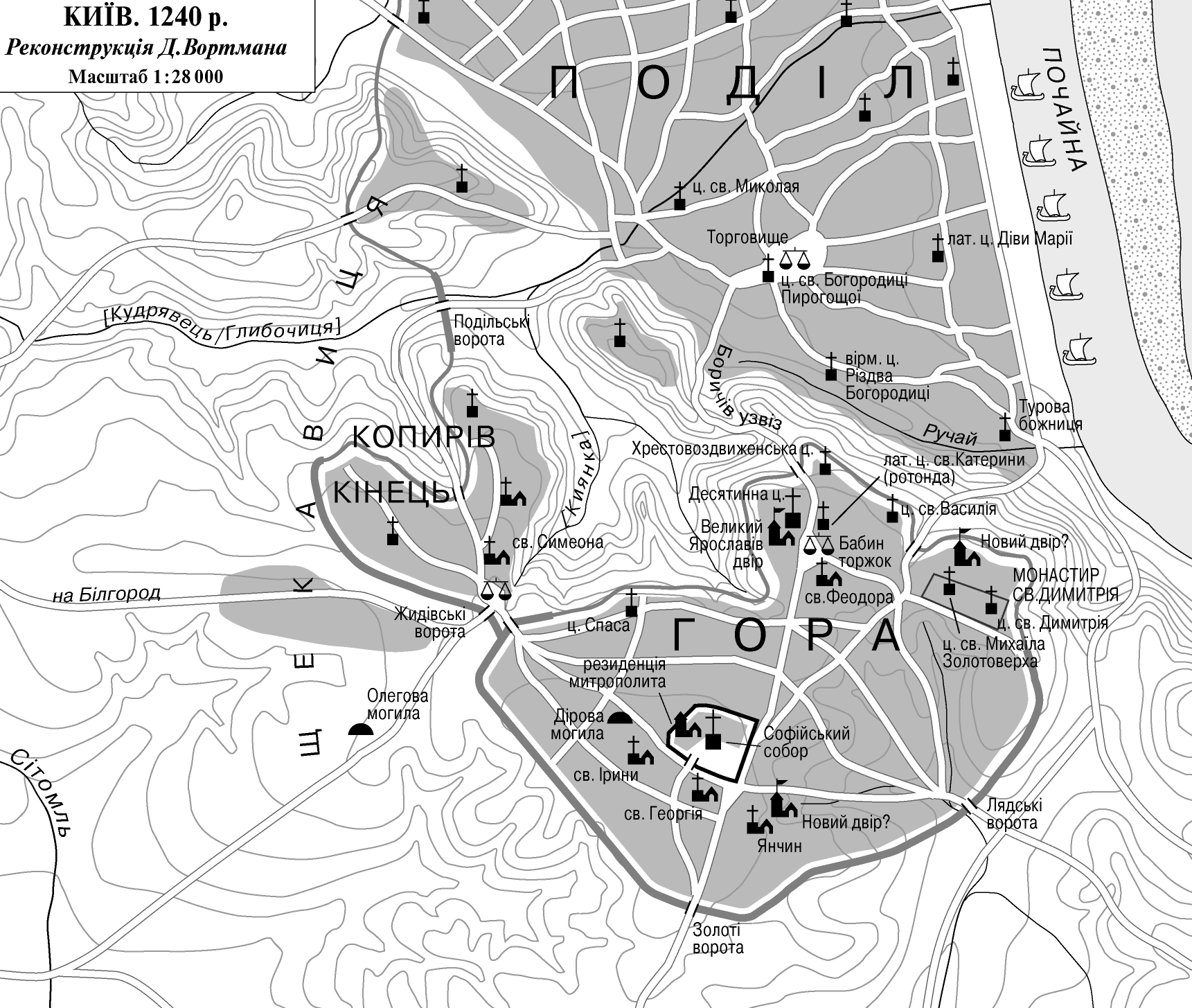
Rekonstruktion Kiews im Jahre 1240 nach D. Vortmann, das Goldene Tor befindet sich im unteren Teil der Karte
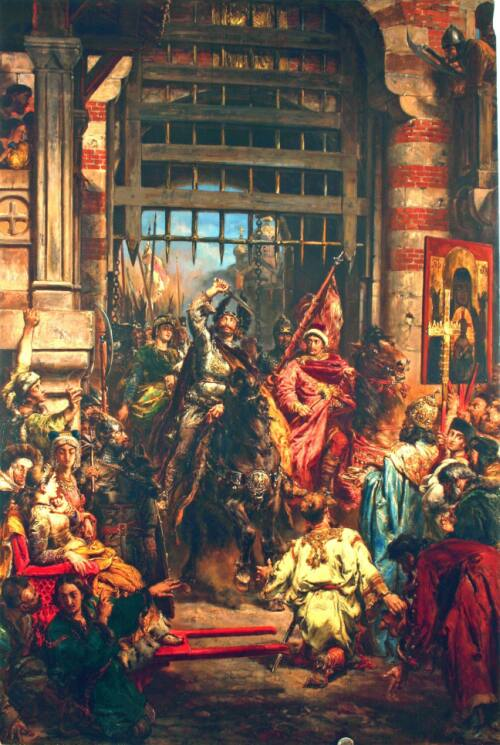
Einzug von Bolesław I.  und Swjatopolk I. in Kiew im Jahre 1018, Gemälde von Jan Matejko
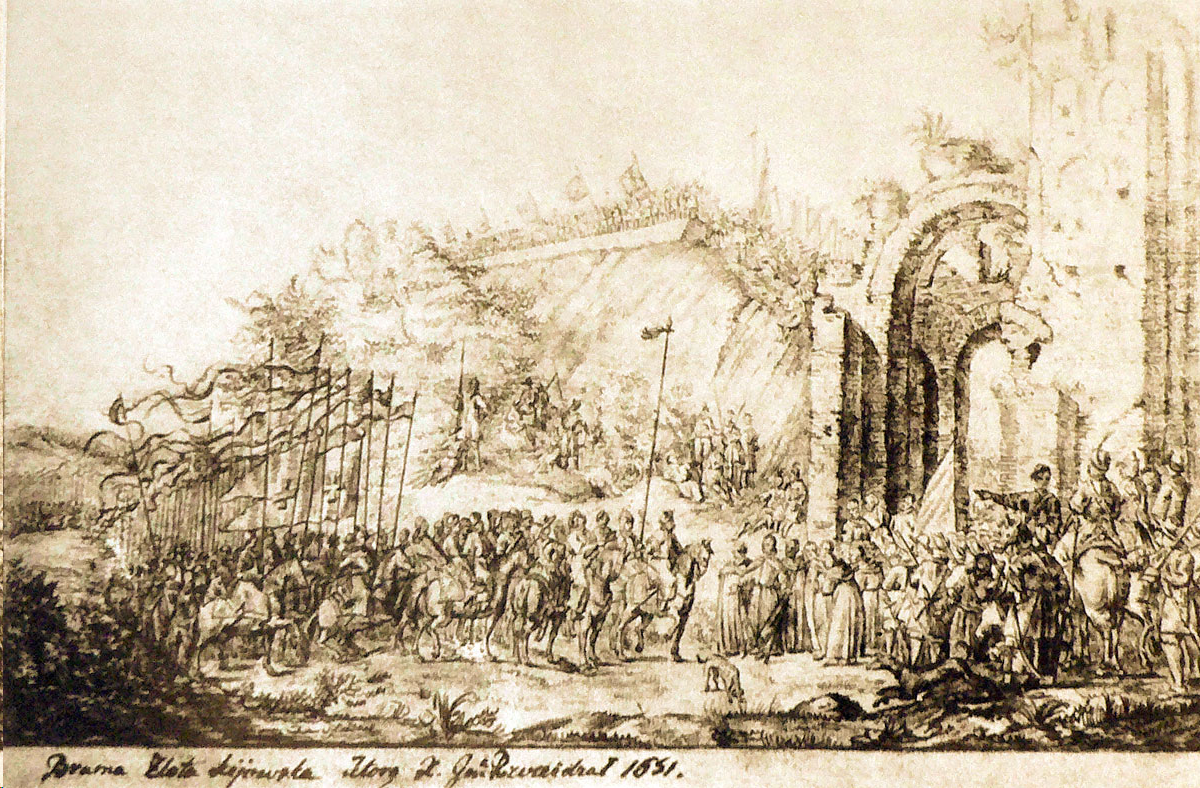
Der feierliche Einzug von Janusz Radziwiłł im Jahre 1651, Zeichnung von Abraham van Westerfeldt 1654
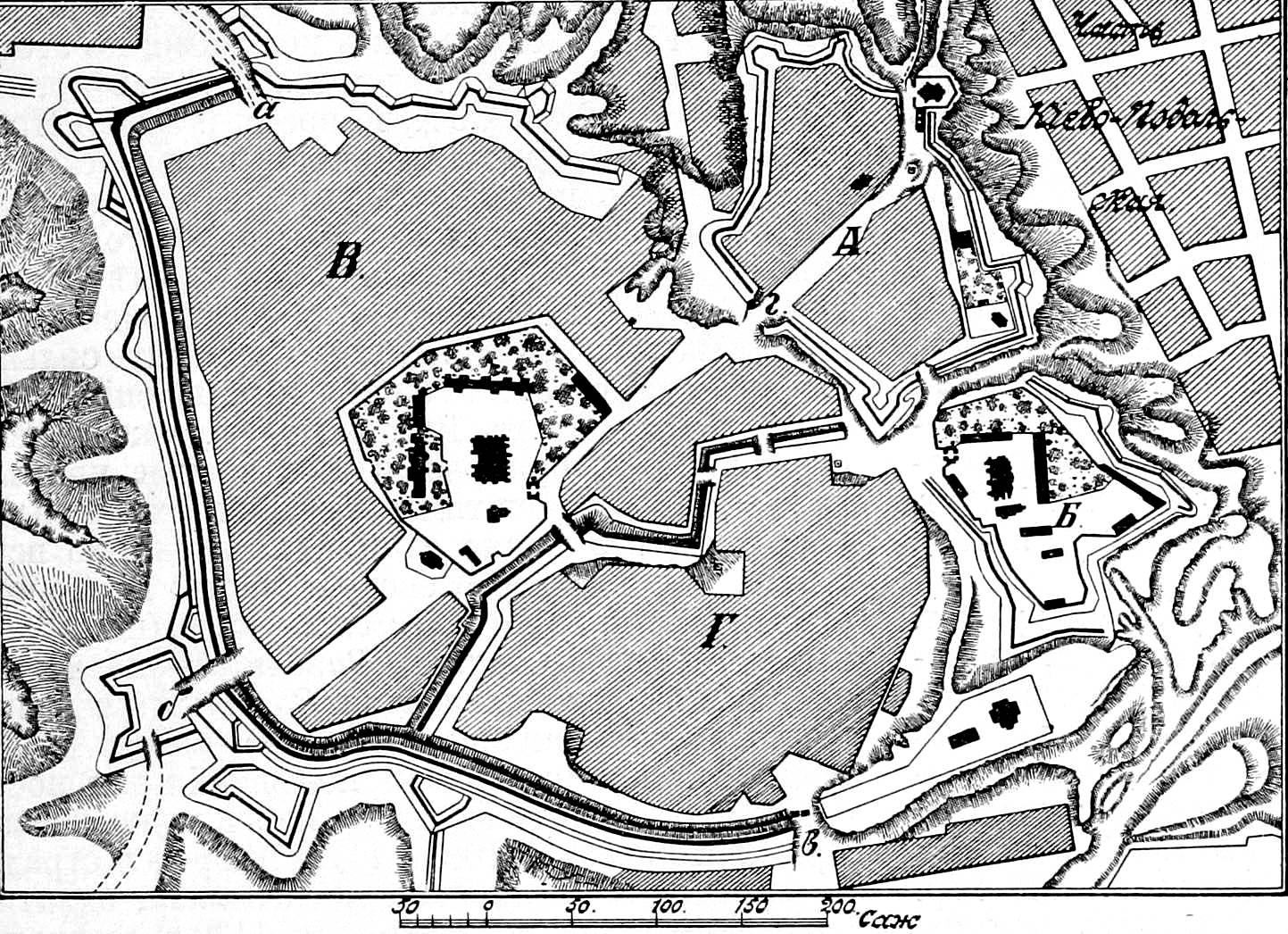
Plan der Altkiewer Festung, das Goldene Tor ist mit б bezeichnet.
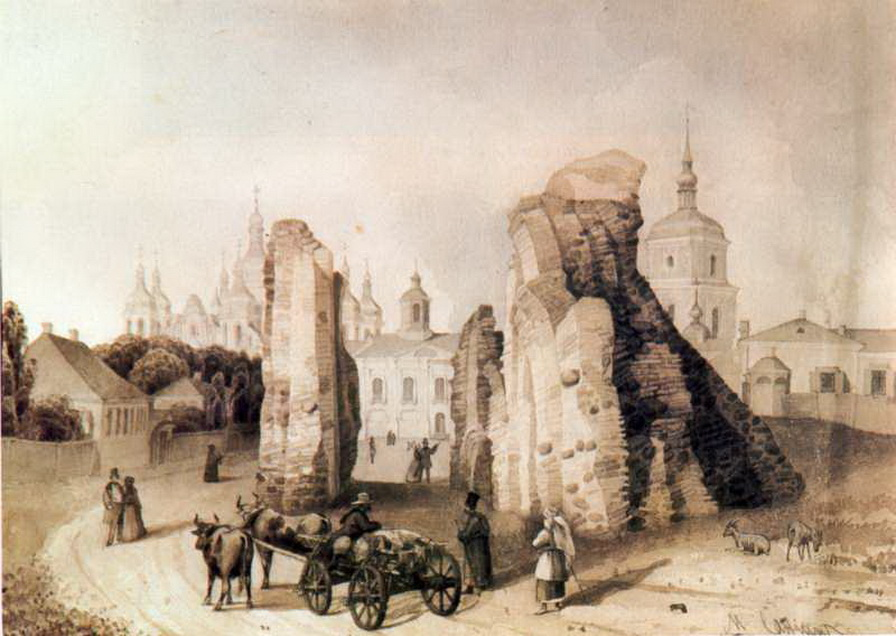
Das Tor im Jahre 1846, Zeichnung von Michael Saschin
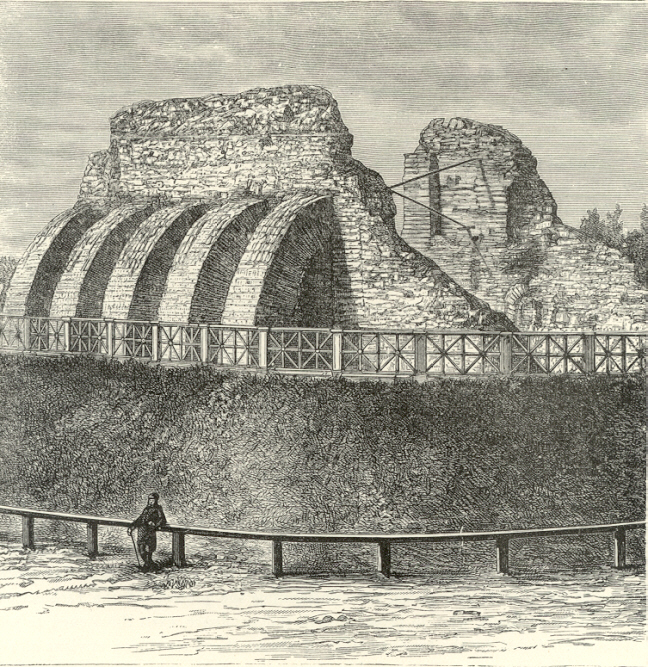
Das Tor im Jahr 1880
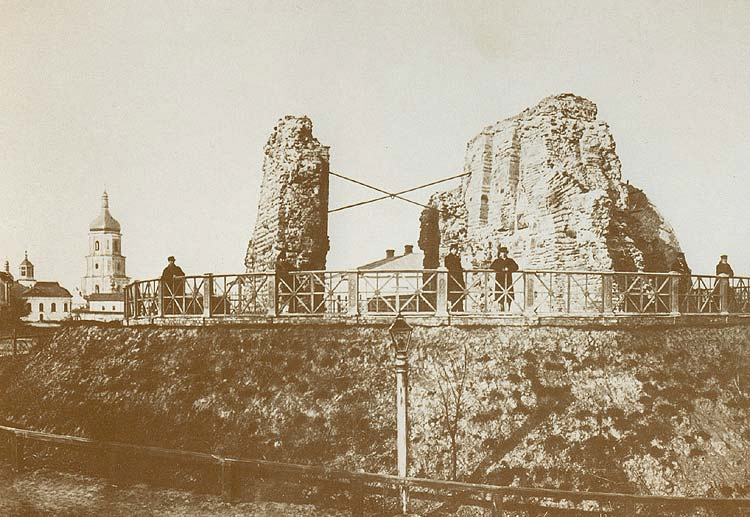
Zustand des Tores am Ende des 19. Jahrhunderts, zu erkennen sind die Metallbinder
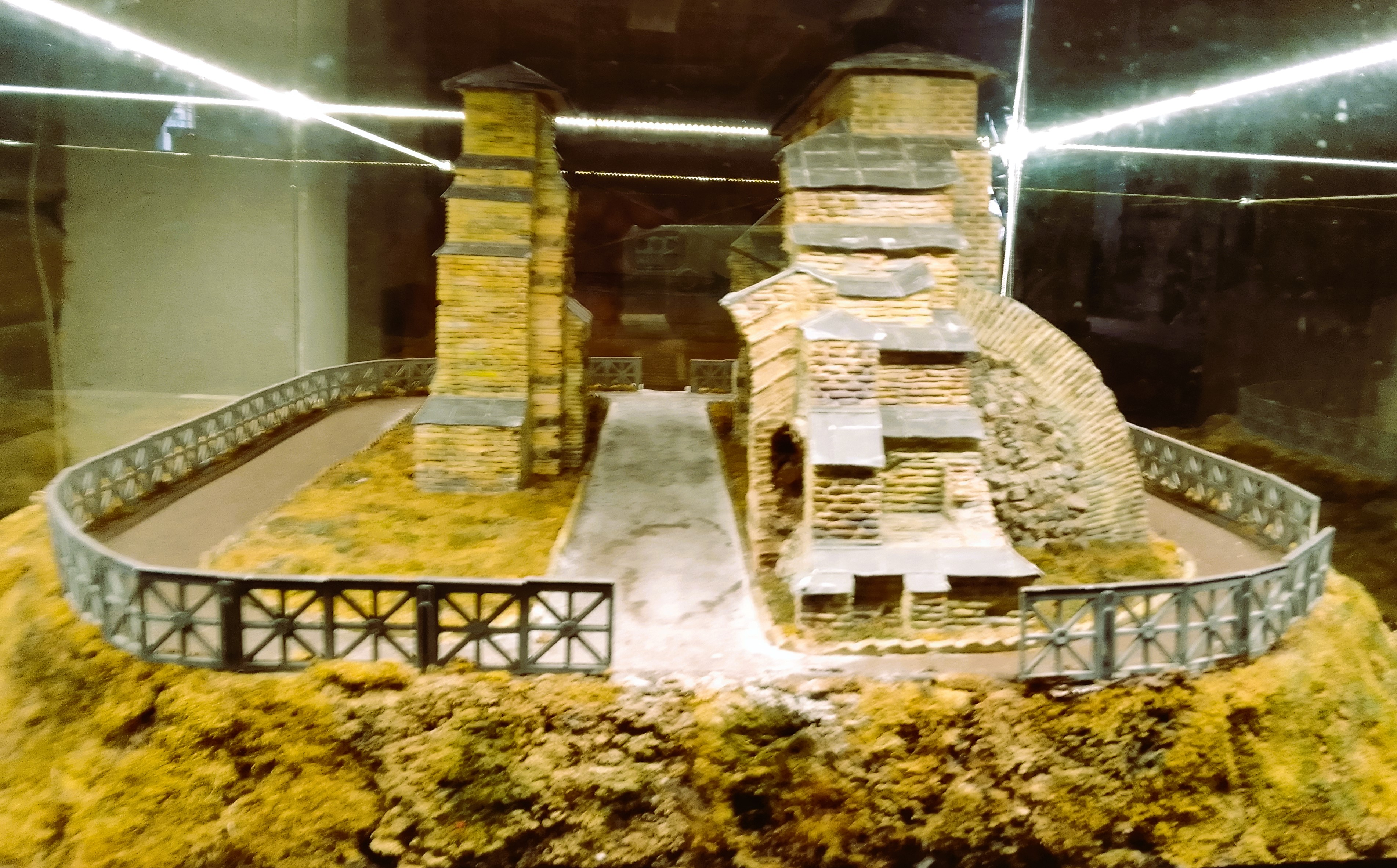
Modell des Zustandes nach den Ausgrabungen Mitte des 19. Jahrhunderts

### Sowjetische Zeit

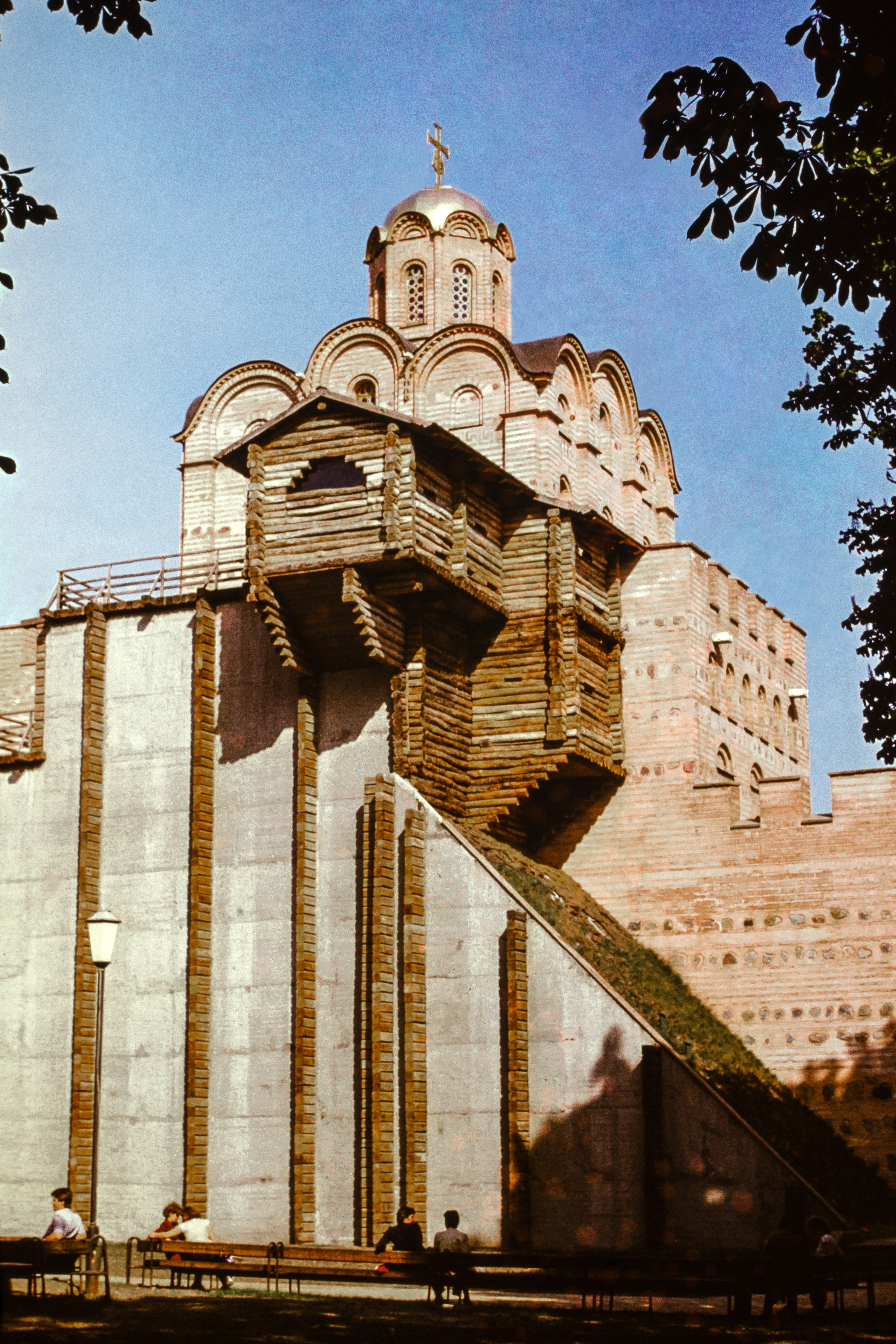
Zustand in den 1980er Jahren

Im Herbst 1927 führte Wassili Grigorjewitsch Ljaskoronski Ausgrabungen am Tor durch, dabei wurden die Fundamente freigelegt und vermessen. Ein Bericht über diese und andere Ausgrabungen Ljaskoronskis wurde 1937 veröffentlicht.
Ein Pavillon, in dem eine Ausstellung zur Geschichte des Tores zu sehen war, entstand in den 1970er Jahren in unmittelbarer Nähe des Tores. Kurze Zeit später wurde die Ausstellung in das Innere des Tores verlegt.
Zu einer Rekonstruktion des Tores kam es anlässlich der Vorbereitungen zur 1500-Jahr-Feier der Stadt Kiew im Jahre 1982. Die Arbeiten wurden von Wladimir Schtscherbitzki, damals Erster Sekretär der Kommunistischen Partei der Ukraine, initiiert. Verantwortliche für die Rekonstruktion waren die Architektin  Jewgenia Iwanowna Lapuschinska, der Architekturforscher Nikolai Wjatscheslawowitsch Cholostenko und der Historiker und Archäologe Sergei Alexandrowitsch Wyssozkij vom Archäologischen Institut der Akademie der Wissenschaften der USSR. Ein Grund für die Rekonstruktion war, dass sich der Zustand der Überreste ständig verschlechterte. So war beispielsweise die östliche Durchgangswand, die im 19. Jahrhundert noch nahezu vollständig erhalten gewesen war, zwischenzeitlich stark erodiert. Wesentliche Ursache für die Erosion war des Kiewer Klima mit starken Niederschlägen und großen Temperaturschwankungen, das das Ziegelmauerwerk stark in Mitleidenschaft zog. Es musste daher davon ausgegangen werden, dass die Ruinen des Tores in wenigen Jahren vollständig verschwunden sein würden.
Vorgeschlagen wurde die Überwölbung des Tores mit einem Pavillon. Dieser hätte zwar die Substanz des Bauwerkes geschützt, jedoch die Kubatur des Tores nicht erkennen lassen. Auch die Rolle des Tores als repräsentativer Eingang zur Stadt wäre nicht verdeutlicht worden. Stattdessen entschloss man sich zu einer Rekonstruktion, die unter Einbeziehung der historischen Bausubstanz das Äußere des Tores wiederherstellen sollte. Zum damaligen Zeitpunkt existierten keine historischen Abbildungen oder Pläne des Tores, die sein Aussehen zeigten. Man versuchte sich bei der Rekonstruktion an historische Vorbilder anzunähern und baute das Tor so auf, wie es im Mittelalter ausgesehen haben könnte. Dabei wurden im Wesentlichen die Arbeiten von Nikolai Cholostenko und Jewgenia Lapuschinska umgesetzt. Die Rekonstruktion war nicht unumstritten, insbesondere Assejew sprach sich entschieden gegen die gewählte Lösung aus.
Um die Substanz der erhaltenen Mauern zu schützen, sollten sie keine tragende Funktion im rekonstruierten Bauwerk übernehmen. Die tragenden Strukturen des Gebäudes wurden in den Hohlprofilen auf beiden Seiten des Tores platziert. Das Gewölbe schützt die erhaltenen Mauern vor Witterungseinflüssen. Gleichzeitig sind die Mauern damit von allen Seiten für Besucher zugänglich. Auf beiden Seiten des Tores wurden Teile des Walls mit hölzernen Wehrgängen nachgebildet.
Offiziell wurde das rekonstruierte Tor am 30. Mai 1982 eröffnet. Aufgrund der in Eile mit minderwertigem Material ausgeführten Arbeiten verfiel das Tor jedoch schnell, die von der Rekonstruktion 1982 geschaffene äußere Ansicht blieb jedoch erhalten.

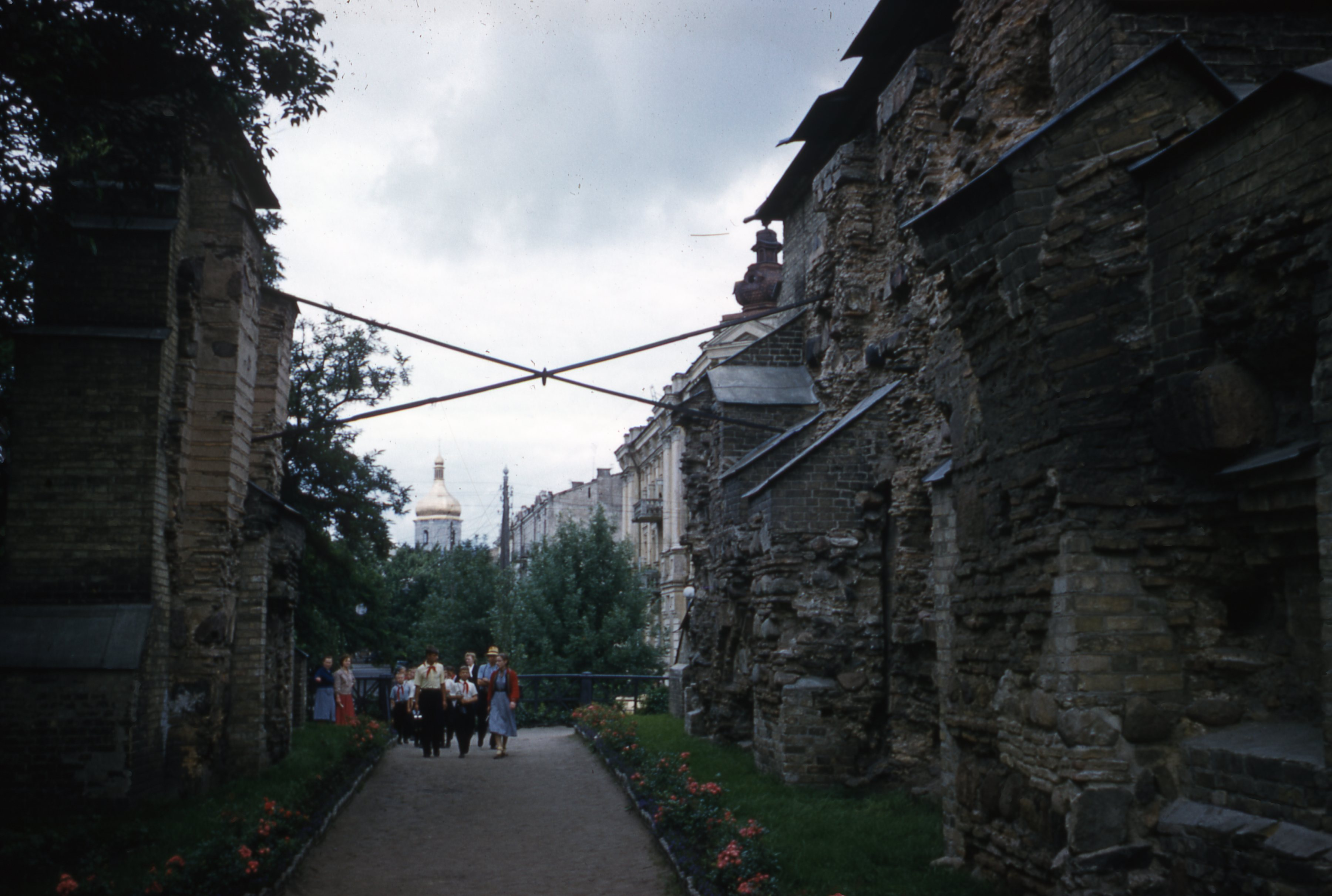
Zustand des Tores 1964
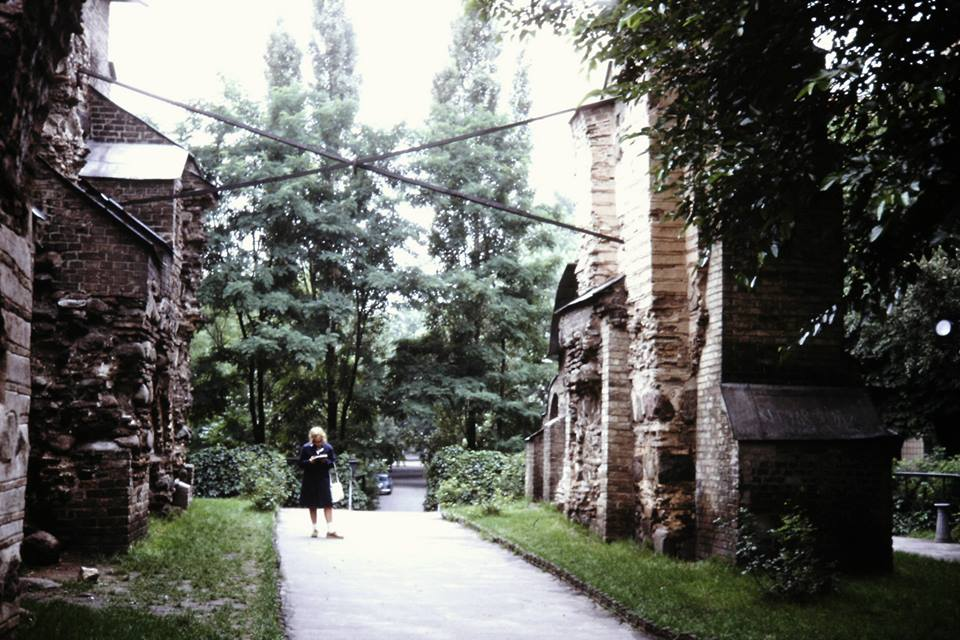
Zustand des Tores 1971
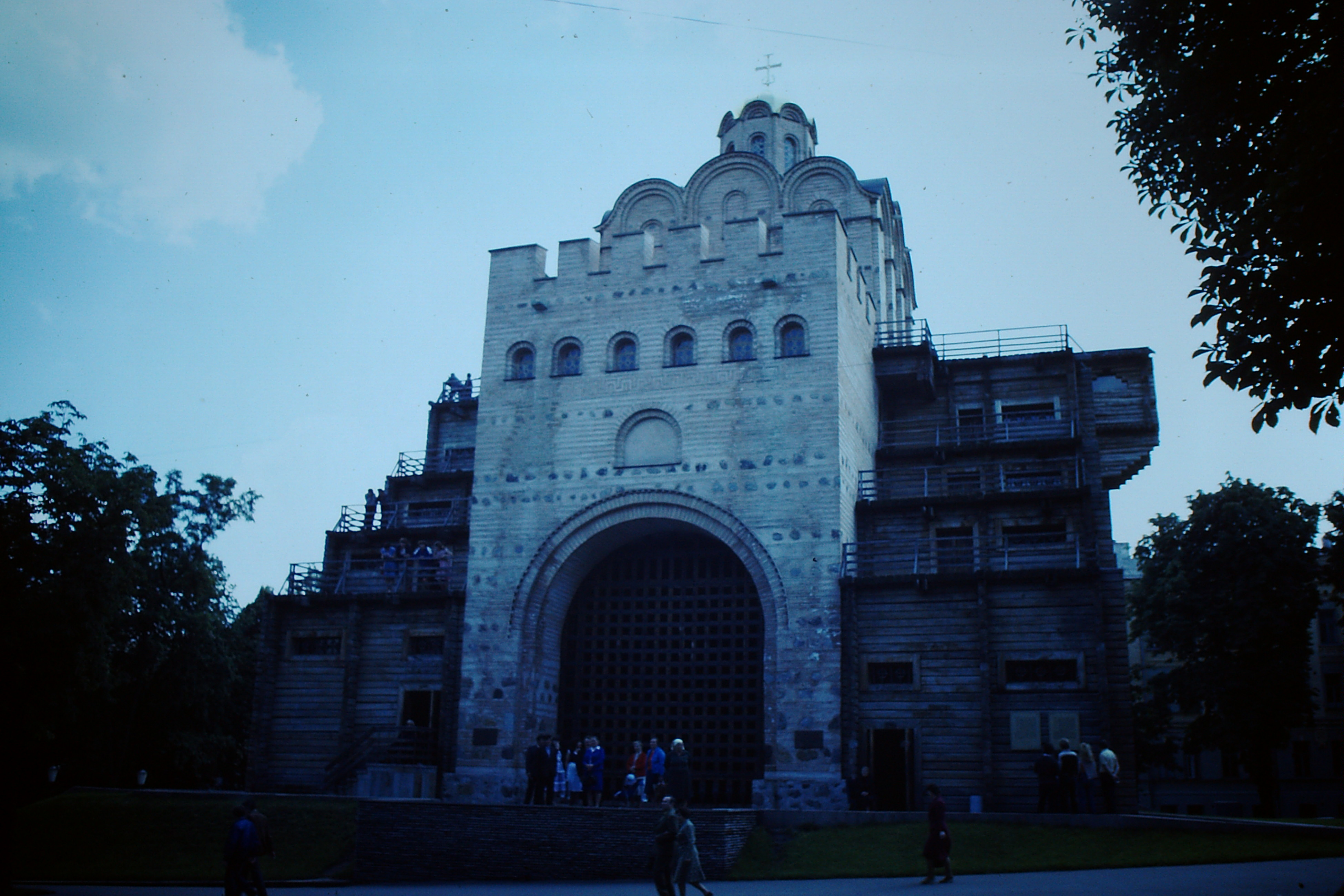
Zustand 1984
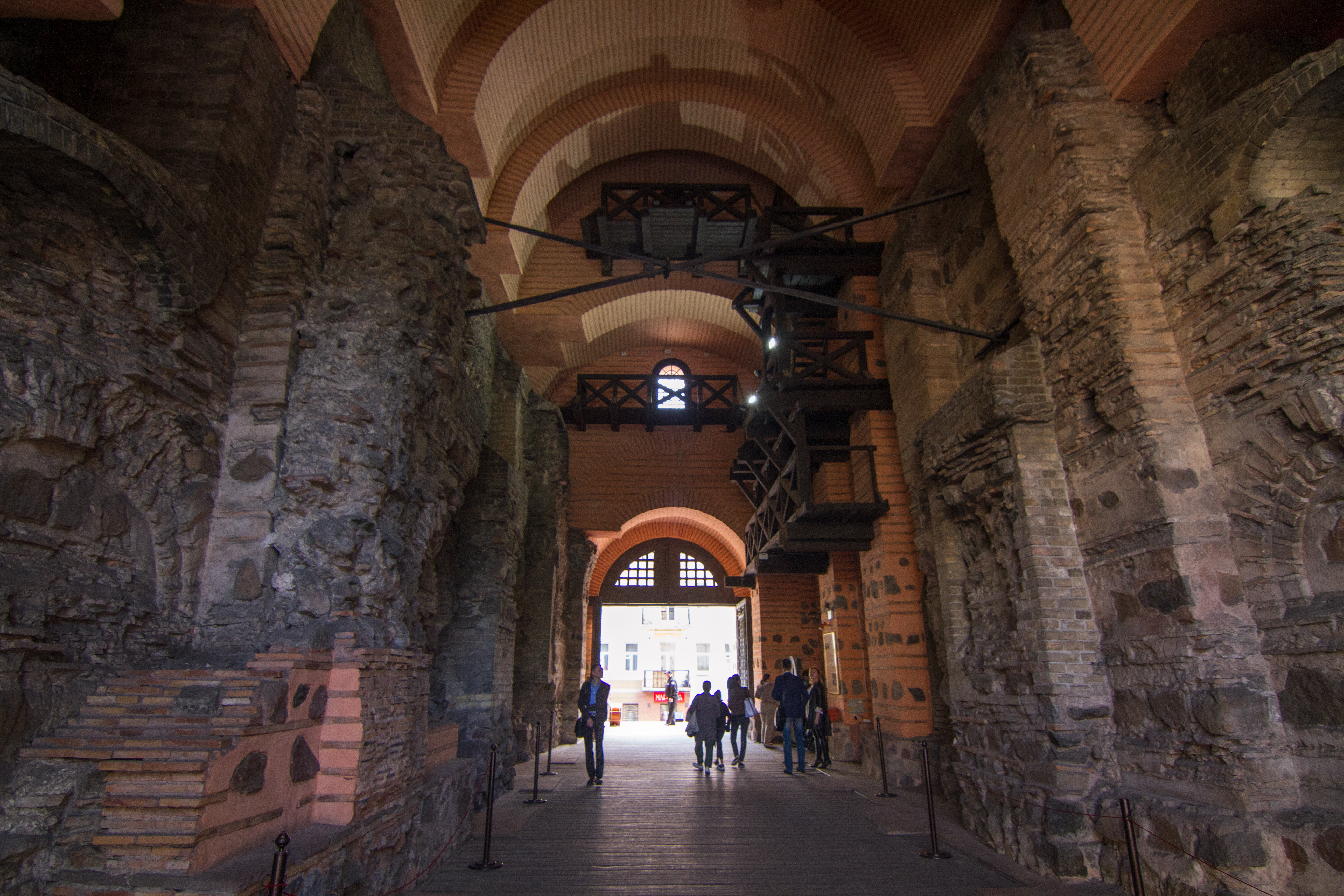
Das Innere des Tores, zu erkennen sind die erhalten gebliebenen Stützmauern des Durchlasses, darüber das bei der Rekonstruktion 1982 hinzugefügte Gewölbe
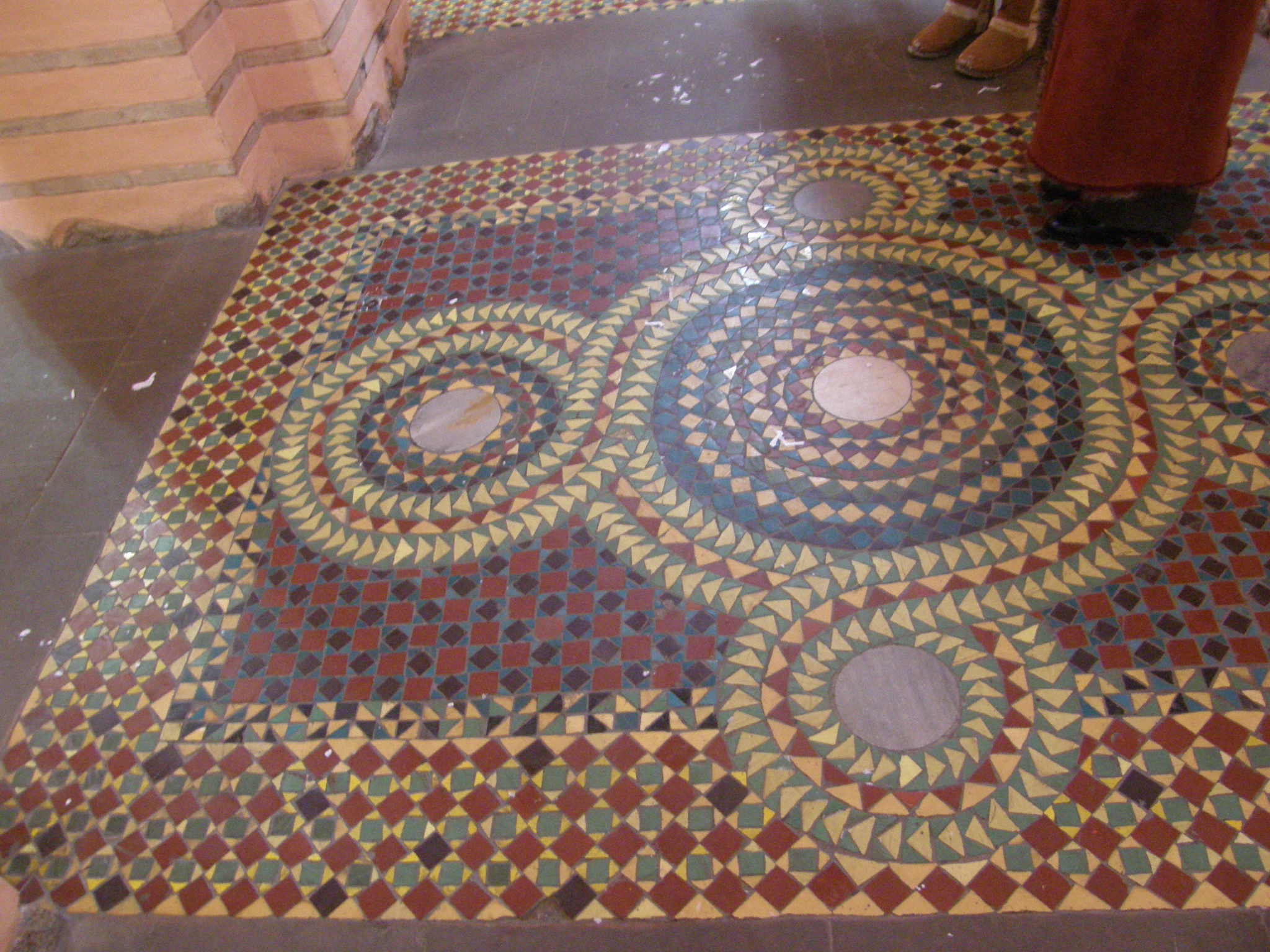
Bodenmosaik der Torkirche

## Architektur
Die Kenntnisse über die Architektur des Tores wurden in den letzten einhundert Jahren in verschiedenen Rekonstruktionen zusammengefasst. Frühere Darstellungen des Tores sind entweder stark vereinfacht (Plan der Altkiewer Festung), oder bilden das Tor nur als Ruine ab (van Westerfeldt, Saschin). Die Rekonstruktionen des Tores sind eng mit der Forschungsgeschichte dieses Bauwerkes verbunden. Sie beruhten auf den Ergebnissen der Ausgrabungen und den zum jeweiligen Zeitpunkt verfügbaren Erkenntnissen über die russische mittelalterliche Baukunst und waren damit zwangsläufig einem Wandel unterworfen.
Als Grundlage für die Rekonstruktionen dienten neben den zu verschiedenen Zeiten vorgenommenen Ausgrabungen auch zeitgenössische Darstellungen, insbesondere die zwei Zeichnungen van Westerfeldts, die die Ruinen des Tores in einem wesentlich besseren Zustand zeigen, als ihn die Archäologen am Ende des 19. und im 20. Jahrhundert vorfanden. Eine weitere wesentliche Quelle waren Analogien zu erhaltenen Toren, die ungefähr in der gleichen Zeit entstanden: Einerseits die Dreifaltigkeitstorkirche des Kiewer Höhlenklosters und andererseits das Goldenen Tores in Wladimir. Insbesondere das Tor in Wladimir kann aufgrund seiner Bauweise mit einem Durchlass und der Einbeziehung in eine aus Erdwällen bestehende Verteidigungsanlage wohl als Analog zum Goldenen Tor in Kiew gesehen werden. Auffallend ist auch die Namensgleichheit der beiden Tore, die auf ihre Bedeutung als wichtigster und repräsentativer Eingang zur Stadt zurückgeführt wird.

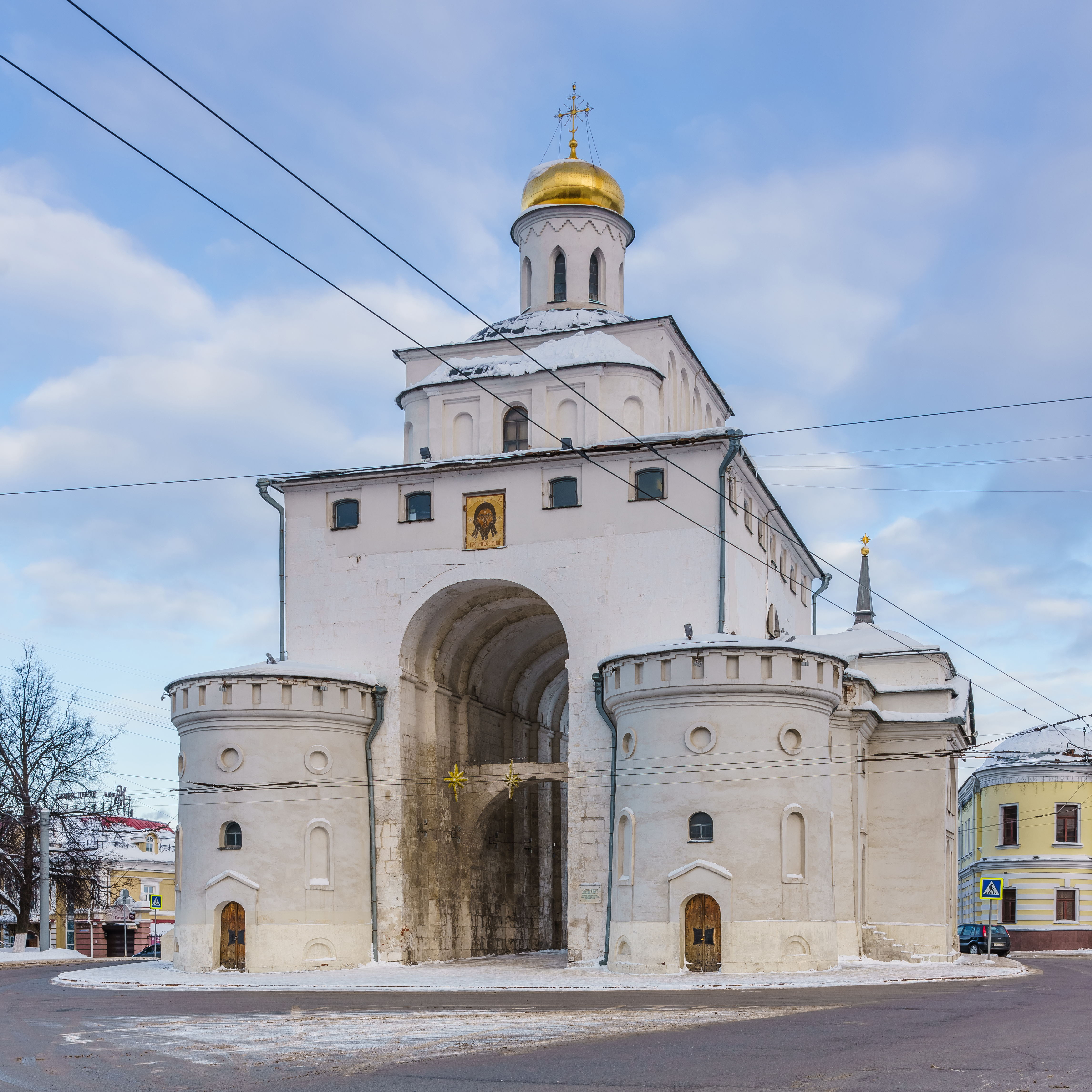
Goldenes Tor in Wladimir
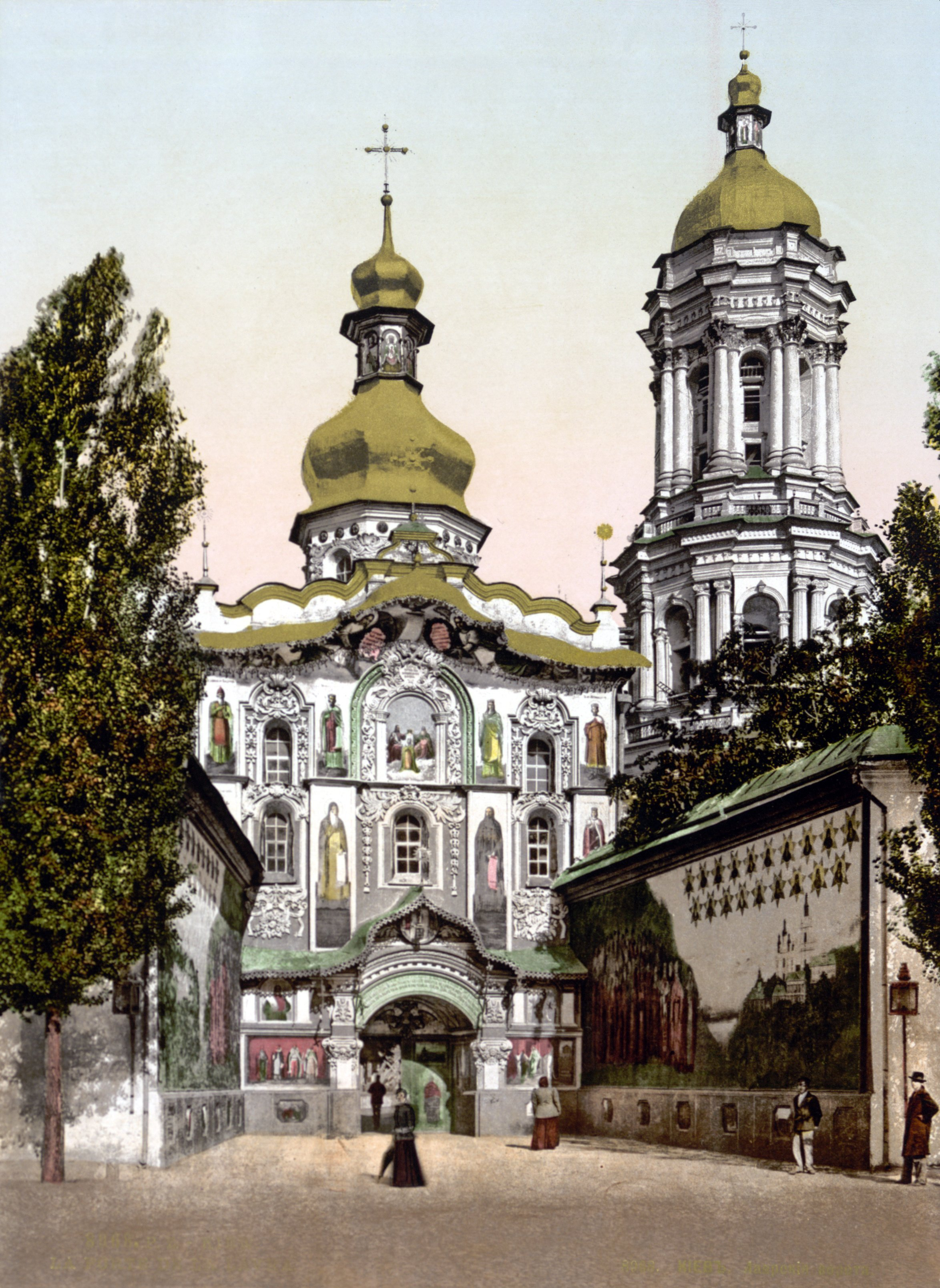
Dreifaltigkeitstorkirche des Kiewer Höhlenklosters

### Rekonstruktion Kritschewskis
Eine erste Rekonstruktion des Tores wurde 1927 von Wassili Kritschewski vorgenommen. Dabei handelte es sich um den ersten Versuch einer Rekonstruktion des Tores überhaupt. Kritschewski stellte sich das Tor, offensichtlich von den Ausgrabungen Ljaskoronskis beeinflusst, als rechteckigen, mit Strebepfeilern befestigten Torturm vor. An den Turm schlossen sich auf beiden Seiten Wälle mit hölzernen Palisaden an. Auf dem Tor befand sich die Torkirche mit einem hohen Tambour und einer großen Kuppel. Die Darstellung war eher eine künstlerische Improvisation als eine wissenschaftliche Rekonstruktion.

### Rekonstruktion Korschs
Nach den Ausgrabungen von  Wladimir Andrejewitsch Bogussewitsch und J. D. Korsch im Jahre 1948 legte letzterer einen weiteren Versuch einer Rekonstruktion vor. Korsch stellte das Tor als einen massiven Torturm dar, der auf der Feldseite von zwei höheren Türmen flankiert wurde. Korsch interpretierte dabei offensichtlich das auf der Zeichnung von van Westerfeldt zu sehende Mauerstück als Rest eines Turmes. Die Torkirche war dreischiffig mit einer Kuppel ausgeführt. Nikolai Woronin und Michail Karger lehnten diesen Entwurf rigoros ab, da er deren Meinung nach nicht auf wissenschaftlichen Untersuchungen beruhte und damit nicht Gegenstand einer ernsthaften Diskussion sein könne. Das es auf der Feldseite tatsächlich keine flankierenden Türme gegeben hat, konnte jedoch erst durch die Ausgrabungen 1972/73 nachgewiesen werden.

### Rekonstruktion Assejews
Eine weitere Rekonstruktion des Tores aus dem Jahre 1931 stammt von Juri Sergejewitsch Assejew. Assejew stellte das Tor als einen massiven, rechteckigen Torturm mit einer aufgesetzten Torkirche dar. Links und rechts schlossen sich abgestufte Wälle mit Palisaden an.
Für die Rekonstruktion der Torkirche stützte sich Assejew auf Zeichnungen des Goldenen Tores in Wladimir aus dem Jahre 1799. Er rekonstruierte die Torkirche als viersäulige Kreuzkuppelkirche. Die Säulen ruhen dabei auf den Bögen des Tores. Assejew ordnete. Die nach Osten ausgerichtete Kirche stand dabei auf der obersten Plattform, die abgestuften Plattformen wurden von Assejew noch nicht erkannt. Dieser interpretierte das von van Westerfeld dargestellte Mauerstück als Strebepfeiler. Das Tor wurde von einem vorgehängten hölzernen Balkon geschützt, der als Plattform für die Verteidiger diente. Assejew stellte die Hypothese auf, dass sich die Treppe zur Plattform in der westlichen – feldseitigen – Mauer des Tores befand, was deren Struktur schwächte und letztendlich zu deren Zerstörung führte.

### Rekonstruktion Cholostenkos
Die nächstfolgende Rekonstruktion des Tore legte Nikolai Wjatscheslawowitsch Cholostenko vor. Er konnte sich dabei auf die Ergebnisse der Ausgrabungen 1972/73 stützen. Cholostenko sah im Ergebnis der Ausgrabungen auf der Feldseite des Tores eine niedrigere, vorgesetzte Plattform vor. Die Höhe des Tores konnte mit 7,53 m genau bestimmt werden, es war damit geringfügig niedriger als in der Rekonstruktion Assejews.

### Rekonstruktion Lapuschinskajas
Eine weitere Rekonstruktion des Tores, die auch die wesentliche Grundlage für den Wiederaufbau bildete, stammt von Jegwnija Lapuschinska aus den Jahren 1973 bis 1975. Nach Lapuschinska bildeten drei Baukörper das Tor: Ein hoher zentraler Mittelbau mit zwei hohen und zwei niedrigeren Gurtbögen. Die niedrigeren Gurtbögen bildeten den Anschluss an die nördlich und südlich gelegenen Baukörper. Die Höhe der Plattform des Mittelbaus entsprach dabei der Höhe der Wallkrone der anschließenden Befestigungswälle. Auf den beiden hohen Gurtbögen ruhten die Säulen der Torkirche. Die Fassaden wurden mit Ziegelornamente dekoriert, die für die antiken Gebäude dieser Zeit typisch waren. Bei der archäologischen Ausgrabungen wurden Fragmente von Freskenputz und Mosaiken entdeckt. Dies deutet darauf hin, dass die Kirche ursprünglich mit Fresken und Mosaiken geschmückt war. Bei der Rekonstruktion wurde der Boden dann auch mit einem Mosaik verziert, das den Bodenmosaiken der Sophienkathedrale nachempfunden wurde.
Diese Rekonstruktion ist jedoch in mehrfacher Hinsicht problematisch. So liegt das Quadrat der Kreuzkuppel an der engsten Stelle des Durchganges. Damit ist das Mittelschiff schmaler als die Seitenschiffe; nach den Gesetzen der altrussischen Kirchenarchitektur müsste es jedoch breiter oder zumindest genauso breit wie die Seitenschiffe sein. Die westliche, feldseitige Fassade der Torkirche liegt in der Rekonstruktion sehr weit vorn, was Truppenbewegungen auf der Plattform erschweren würde. Und schließlich lassen Ausgestaltung und Höhe der Plattform und Wälle keine zweistöckige Brustwehr zu, wie sie für russische Verteidigungsanlagen dieser Zeit typisch ist. Stadtseitig ist die Plattform abgesenkt, so dass ein Umgang um die Kirche nicht möglich ist.
Auf Grundlage dieser Rekonstruktion wurde eine weitere, die sogenannte symmetrische Rekonstruktion, vorgeschlagen, um zumindest einige der oben aufgeführten Widersprüche zu beseitigen. Kern dieses Vorschlags ist eine Anhebung der stadt- und Absenkung der feldseitigen Plattform, um einen Umgang um die Kirche zu ermöglichen. Die Höhe der Wälle wurde reduziert, um eine doppelstöckige Brustwehr zu ermöglichen. Auch dieser Vorschlag wurde stark kritisiert, da er nach Meinung der Kritiker von mehreren falschen Annahmen ausging und auch nicht den Baugrundsätzen des Goldenen Tores in Wladimir entsprach. Kritisch angemerkt wurde vor allem die Annahme, dass die Achsen des Tordurchlasses, des Mittelbaus und der Torkirche zusammenfielen, dass die Torkirche über der engsten Stelle des Tores lag und die Absenkung der stadtseitigen Plattform.

## Rezeption
Das Tor spielte in der russischen Bevölkerung eine identitätsstiftende Rolle, besonders in den Phasen der russischen Geschichte, in der man sich stärker auf den Patriotismus besann.
Da es zu Zeiten der Kiewer Rus eine wesentliche Rolle spielte, wurde es auch auf vielen zeitgenössischen und historistischen Werken dargestellt, so in den Zeichnungen van Westerfeldts oder den Historiengemälden Matejkos.
Gelegentlich wird das Tor mit dem Großen Tor von Kiew in Modest Mussorgskis Klavierzyklus „Bilder einer Ausstellung“ assoziiert. Die Inspiration Mussorgskis war jedoch ein Entwurf von Wiktor Hartmann für ein Stadttor in Kiew, das den dortigen Triumphbogen ersetzen sollte, aber nie ausgeführt wurde. Allerdings ist es möglich, dass sich Hartmann wiederum von den Ruinen des Goldenen Tores inspirieren ließ, war es doch das einzige der Kiewer Stadttore, das zumindest in Teilen erhalten geblieben war.
Wieder stärker in das Bewusstsein der Öffentlichkeit rückte das Tor mit der 1500-Jahr-Feier der Stadt Kiew.

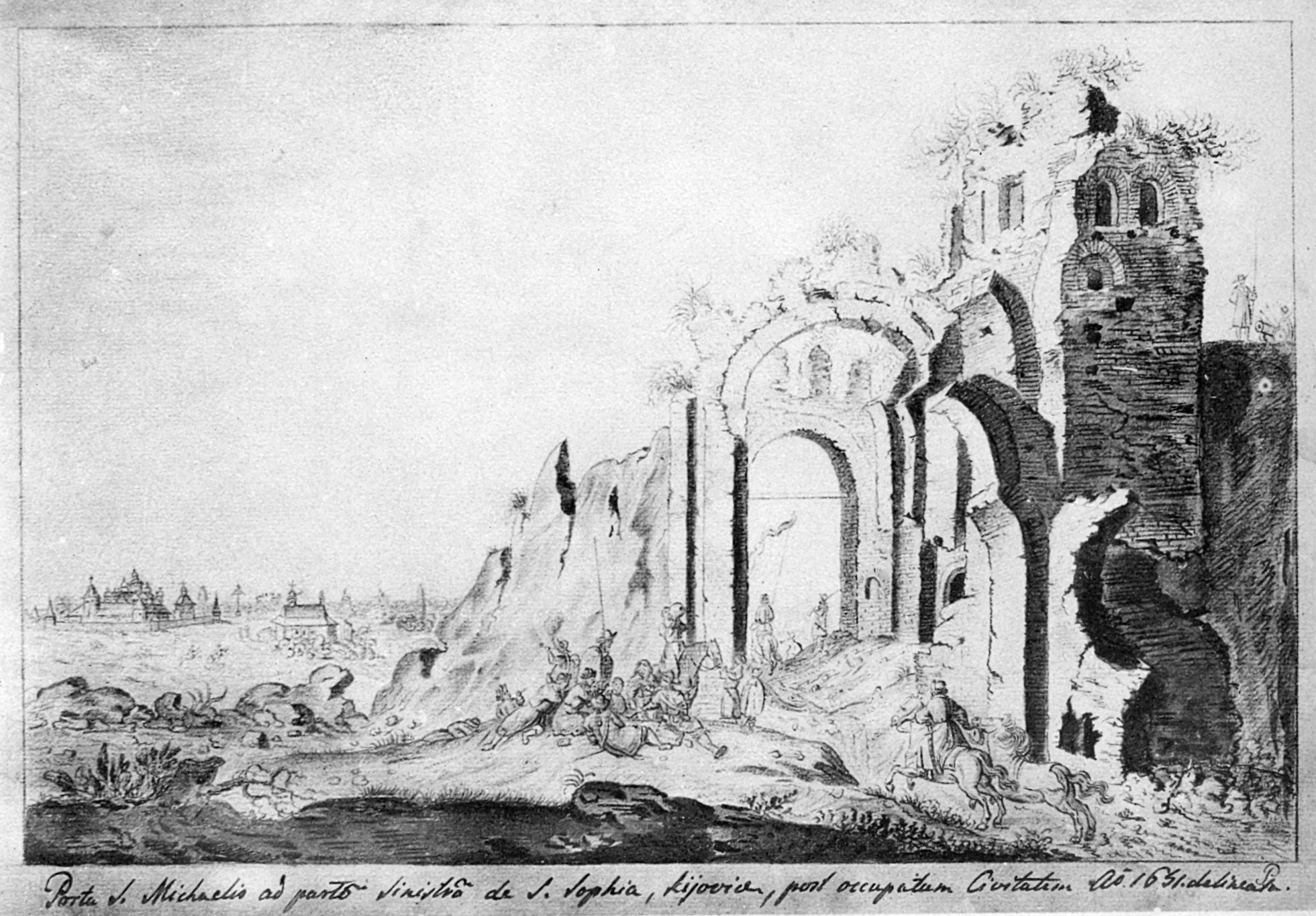
Das Goldene Tor aus Richtung Westen, Zeichnung von van Westefeld
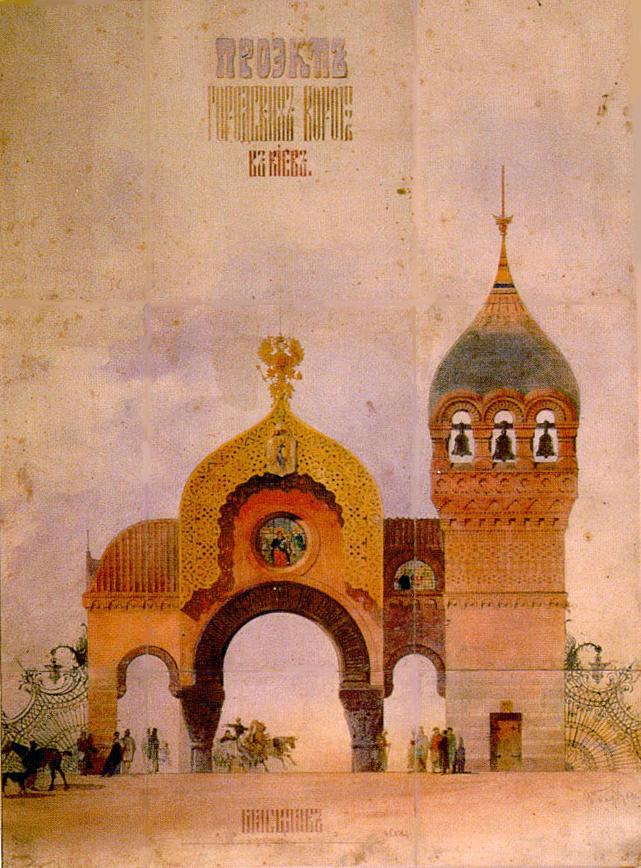
Hartmanns Entwurf für das Stadttor in Kiew
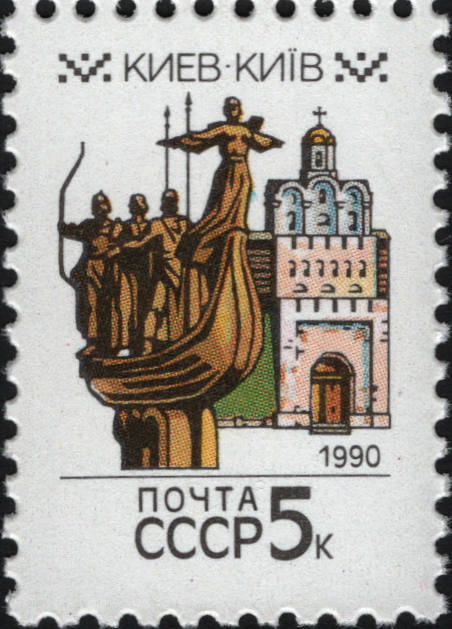
Das Goldene Tor zusammen mit dem Denkmal der Stadtgründer auf einer sowjetischen Briefmarke, 1990
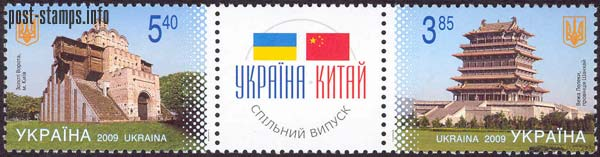
Ukrainische Briefmarke mit der Darstellung des Tores, 2009
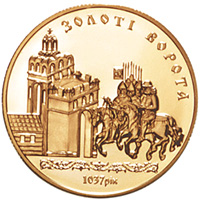
Ukrainische Goldmünze mit der Darstellung des Tores

## Goldener-Tor-Platz

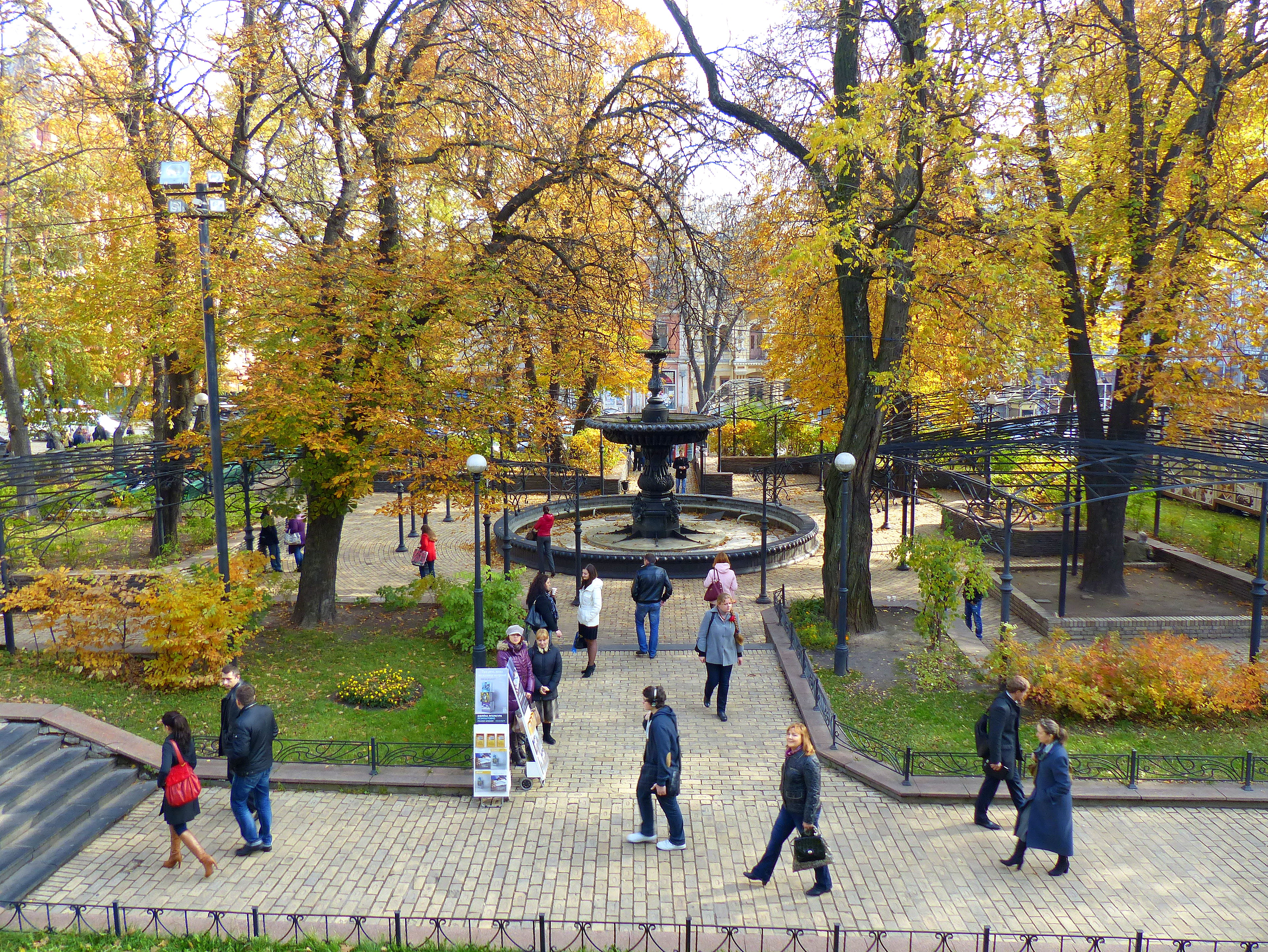
Brunnen am Goldenen-Tor-Platz

Gegen Ende des 19. Jahrhunderts siedelten sich in der Gegend um die Sophienkathedrale und den Jaroslawer Wal zunehmend wohlhabendere Schichten an, es entstanden repräsentative Wohn- und Geschäftsbauten. Um die Gegend städtebaulich aufzuwerten, wurde am Tor ein Platz angelegt. Dominante ist der 1899 errichtete gusseiserne Brunnen.
Der Goldener-Tor-Plat (russisch Золотоворотский сквер Solotoworotski skwer, ukrainisch Золотоворітський сквер Solotoworitskyj skwer) hat eine Fläche von 0,72 ha. Er wird durch die Wladimirstraße, den Jaroslawer Wall, die Lysenkostraße und die Solotoworotski-Passage begrenzt. In unmittelbarer Nähe befindet sich der 1989 eröffnete U-Bahnhof Goldenes Tor. Mit Beschluss Nr. 363 des Kiewer Stadtrates vom 20. März 1972 erhielt der Platz den Status eine botanischen Denkmals.

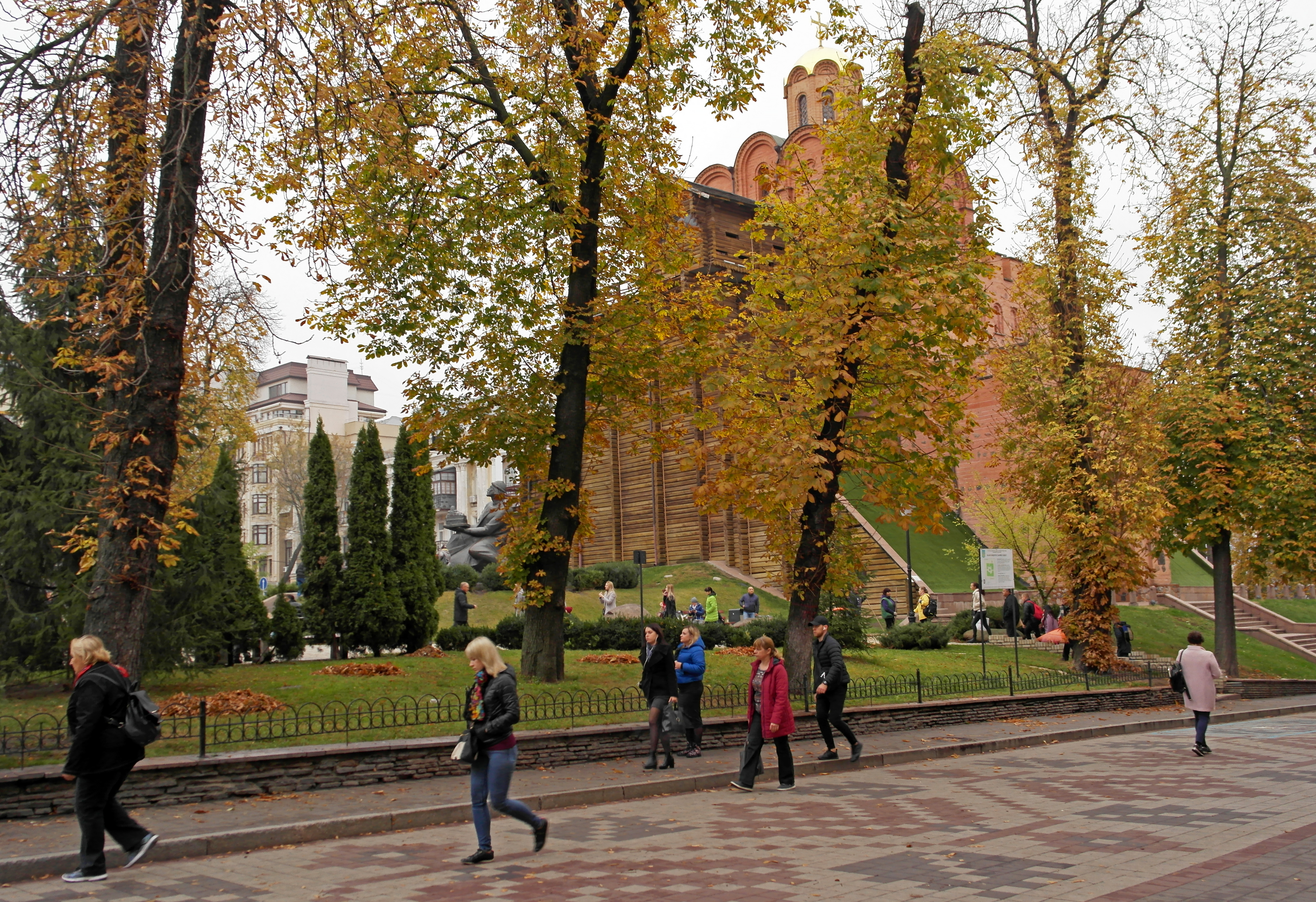
Der Platz mit Blick zum Tor
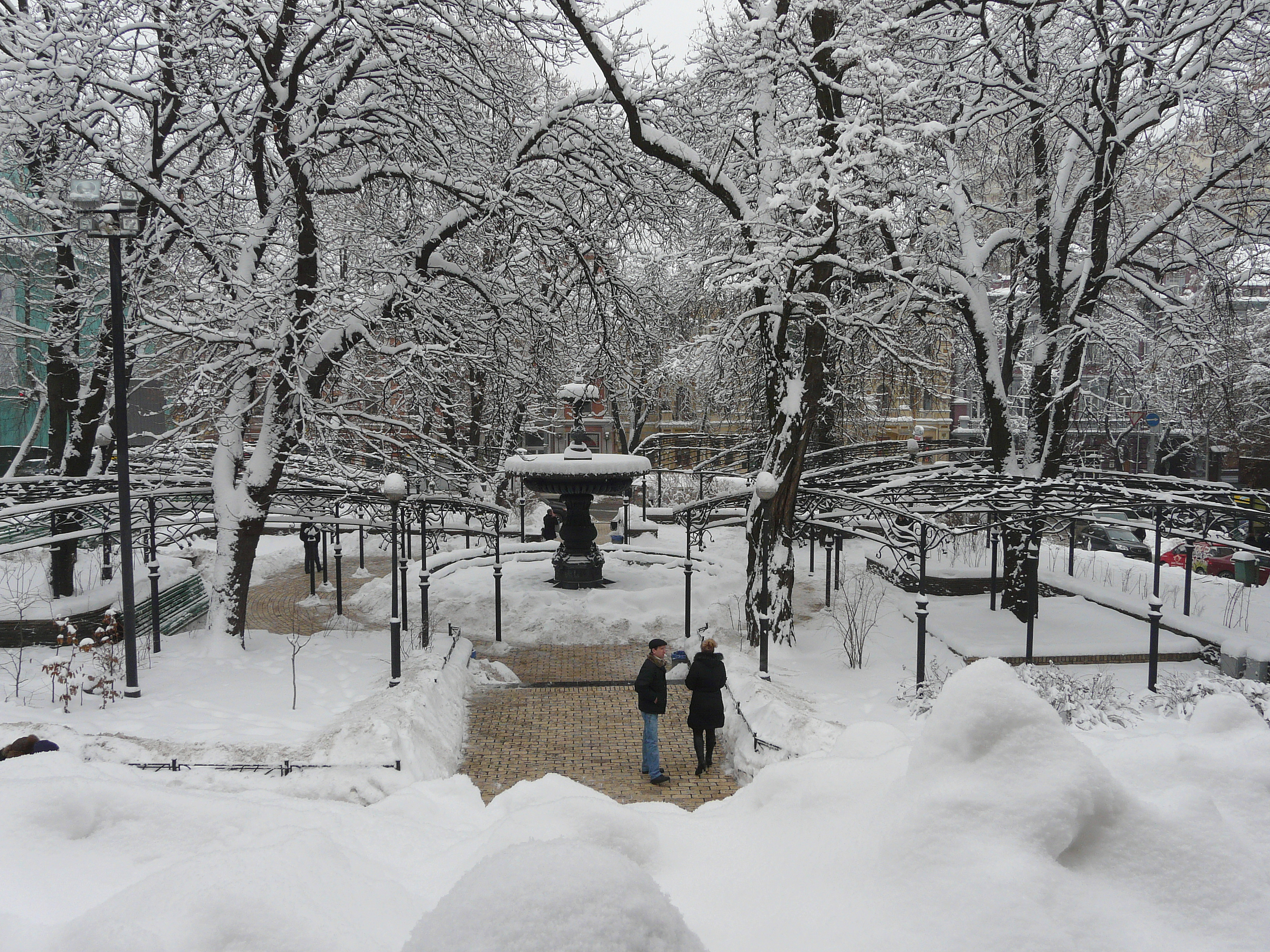
Der winterliche Platz